# The Lexicon of Love
The Lexicon of Love är ett musikalbum av den brittiska gruppen ABC, utgivet 1982. Med hitlåtar som Poison Arrow och The Look of Love blev den en enorm succé och hyllades av många kritiker. Det producerades av Trevor Horn och är ett konceptalbum där sångaren Martin Fry med känsla och textmässig finess behandlar kärlekens prövningar. Albumet placerar sig ofta i omröstningar om tidernas bästa popalbum. 2004 gavs det ut i en Deluxe Edition med singellåtar, demoversioner och liveinspelningar.
The Lexicon of Love finns med i boken  1001 Albums You Must Hear Before You Die.
År 2016 utkom ABC med uppföljaren The Lexicon of Love II.

## Låtlista

### Originalutgåva
Sida A
1. "Show Me" – 4:02
2. "Poison Arrow" – 3:24
3. "Many Happy Returns" – 3:56
4. "Tears Are Not Enough" – 3:31
5. "Valentine's Day" – 3:42

Sida B
1. "The Look of Love" (Part One) – 3:26
2. "Date Stamp" – 3:51
3. "All of My Heart" – 5:12
4. "4 Ever 2 Gether" – 5:30
5. "The Look of Love" (Part Four) – 1:02

### 2004 Deluxe Edition
CD 1
Part 1The Original Album
1. "Show Me" – 4:02
2. "Poison Arrow" – 3:24
3. "Many Happy Returns" – 3:56
4. "Tears Are Not Enough" – 3:31
5. "Valentine's Day" – 3:42
6. "The Look of Love" (Part One) – 3:26
7. "Date Stamp – 3:51
8. "All of My Heart" – 5:12
9. "4 Ever 2 Gether" – 5:30
10. "The Look of Love" (Part Four) – 1:02
Part 2The Original Singles
11. "Overture" – 3:59
12. "Tears Are Not Enough" (original single version) – 3:36
13. "Alphabet Soup" – 8:03
14. "Theme from Man Trap" – 4:19
15. "Poison Arrow" (Jazz Mix) – 7:06
Part 3An Oddity and An Out-Take
16. "Into the Valley of the Heathen Go" – 2:00
17. "Alphabet Soup" (Swapshop version) – 3:13

CD 2
Part 4The Route to the Lexicon
1. "Tears Are Not Enough" (Phonogram Demo 20 July  1981) – 3:32
2. "Show Me" (Phonogram Demo 20 July 1981) – 4:03
3. "Surrender" (Phonogram Demo 20 July 1981 – 3:29
Part 5The Lexicon of Love—Live at Hammersmith Odeon November 1982
4. "Overture" – 3:56
5. "Show Me" – 4:21
6. "Many Happy Returns" – 7:02
7. "Tears Are Not Enough" – 5:33
8. "Date Stamp" – 7:07
9. "The Look of Love" – 5:59
10. "All of My Heart" – 6:45
11. "Valentine's Day" – 4:44
12. "4 Ever 2 Gether" – 6:53
13. "Alphabet Soup" – 8:26
14. "Poison Arrow" – 5:22

Alla låtar komponerade av ABC förutom "4 Ever 2 Gether" och "Overture" komponerade av ABC/Anne Dudley.

## Medverkande
ABC
- Martin Fry: sång
- David Palmer: trummor och percussion
- Stephen Singleton: alt och tenor saxofon
- Mark White: gitarr och keyboards

Övriga medverkande
- Anne Dudley: keyboards och orkesterarrangemang
- Brad Lang: basgitarr
- Mark Lickley: basgitarr "Tears Are Not Enough", "Poison Arrow" och "The Look of Love"
- J. J. Jeczalik: Fairlight-programmering
- Kim Wear: trumpet
- Andy Gray: trombon "Tears Are Not Enough"
- Luis Jardim: percussion
- Tessa Niles: sång "Date Stamp"
- Gaynor Sadler: harpa
- Karen Clayton: sång "Poison Arrow"